# Harriet Hageman
Harriet Hageman, née le 18 octobre 1962 à Fort Laramie (Wyoming), est une femme politique américaine. Membre du Parti républicain, elle est représentante des États-Unis pour le Wyoming depuis 2023.

## Biographie

### Origines et études
Harriet Maxine Hageman est née dans un ranch près de Fort Laramie (Wyoming), à proximité de la frontière du Nebraska,. Son père, James Hageman, a été membre de la Chambre des représentants du Wyoming. Sa famille habite au Wyoming depuis quatre générations ; son arrière-grand-père a déménagé du Texas dans le territoire du Wyoming en 1878.
Après avoir étudié au lycée de Fort Laramie, elle obtient un Bachelor of Science en administration des affaires de l'université du Wyoming et un Juris Doctor de la faculté de droit du même établissement,.
Elle est mariée à l'avocat John Sundahl.

### Carrière professionnelle
Harriet Hageman est auxiliaire juridique du juge James E. Barrett de la cour d'appel des États-Unis pour le dixième circuit. Ensuite, elle travaille comme avocate,.

### Carrière politique
Lors des primaires présidentielles du Parti républicain de 2016, Harriet Hageman soutient le sénateur Ted Cruz et critique Donald Trump.
Elle est candidate à l'élection du gouverneur du Wyoming en 2018, se classant troisième de la primaire républicaine après Foster Friess et Mark Gordon. Elle est membre du Comité national républicain du Wyoming entre 2020 et 2021.
Le 9 septembre 2021, elle annonce sa candidature à la primaire républicaine pour le district at-large du Wyoming, en vue des prochaines élections à la Chambre des représentants des États-Unis. Elle défie la titulaire du poste Liz Cheney, qui a effectué trois mandats. Bien que républicaine, celle-ci s'est progressivement opposée au président Donald Trump. Harriet Hageman estime qu'elle a « trahi le Wyoming, elle a trahi ce pays et elle m'a trahi »,. Elle lance sa campagne en affirmant que son État a besoin au Congrès d'une personne « qui représente les valeurs conservatrices du Wyoming » et que la volonté de Liz Cheney de « détruire le président Trump » la rendait inefficace à Washington. Deux concurrents finissent par rejoindre Harriet Hageman. Elle est aussi rapidement soutenue par Trump.
Par le passé, Harriet Hageman et Liz Cheney ont été alliées. Leurs relations ont pris fin lorsque cette dernière a appelé le président sortant à reconnaître sa défaite à l'élection présidentielle de 2020,. Après avoir considéré que son opposition à Trump était « de l'histoire ancienne », Harriet Hageman a déclaré au New York Times qu'il était le « plus grand président de [sa] vie ».
Outre Trump, Harriet Hageman est soutenue par de nombreuses autres figures républicaines, dont le chef de la minorité à la Chambre, Kevin McCarthy,, et plusieurs anciens membres de l'administration Trump, notamment Bill Stepien (en) et Justin R. Clark (en). En janvier 2022, la presse rapporte que la campagne de Harriet Hageman a réuni 1 million de dollars, contre 4,5 millions de dollars pour Liz Cheney.
Harriet Hageman prend la tête des sondages. Elle bat Liz Cheney à la primaire républicaine par 66,3 % des voix contre 28,9 %. Elle remporte la quasi-totalité des comtés de l'État. Aux élections générales, elle affronte la candidate démocrate et militante amérindienne Lynnette Gray Bull. Dans cet État favorable aux républicains, Harriet Hageman l'emporte par 67 % des voix contre 24 %. Entrant en fonction en janvier 2023, elle devient la quatrième femme républicaine consécutive à représenter le Wyoming à la Chambre des représentants, après Liz Cheney, Cynthia Lummis et Barbara Cubin.
Lors de l'élection du président de la Chambre des représentants des États-Unis début 2023, elle soutient Kevin McCarthy.
Elle est membre des commissions parlementaires de la Justice et des Ressources naturelles.

## Positions politiques
Harriet Hageman se qualifie de conservatrice. En 2018, elle affirme que le gouvernement est omniprésent dans la vie des Américains, au point qu'il remplacerait « la communauté, les organisations auxquelles vous appartenez et le soutien des familles ». En 2022, elle met en avant son travail passé dans « la défense de notre grand État contre l'excès du gouvernement ». Elle fait valoir que dans le cadre de son plan de « protection du Wyoming », ses priorités sont « l'indépendance énergétique, la réforme réglementaire, la restauration du pouvoir des États, la protection de notre frontière sud et l'application de nos lois sur l'immigration ». Durant sa campagne, elle ajoute que pendant son mandat au Congrès, elle « se concentrerait sur ce qui est dans le meilleur intérêt des États-Unis et, en particulier, sur ce qui est dans le meilleur intérêt du Wyoming ». Elle est une fervente partisane de l'industrie des énergies fossiles, déclarant lors d'un événement de campagne en août 2022 que le charbon est une « ressource abordable, propre et acceptable que nous devrions tous utiliser ».